# Jasprit Bumrah
Jasprit Jasbirsingh Bumrah (Hindi जसप्रीत जसबीरसिंह बुमराह; * 6. Dezember 1993 in Ahmedabad, Indien) ist ein indischer Cricketspieler, der seit 2016 für die indische Nationalmannschaft spielt.

## Kindheit und Ausbildung
Bumrah spielte zunächst vorwiegend Cricket mit einem Tennisball und spielte für die Nirman HS in der unteren Division des örtlichen Schulwettbewerbes. Im Sommer 2010 wurde er auf einem Trainingsplatz entdeckt und daraufhin in ein U19-Camp von Gujarat eingeladen. Im Dezember gab er im U19-Team dann sein Debüt.

## Aktive Karriere

### Anfänge in der Nationalmannschaft
Erstmals nationale Aufmerksamkeit konnte Bumrah im Finale der Syed Mushtaq Ali Trophy 2012/13 erzielen, als er mit Gujarat gegen Punjab nach drei Wickets (3/14) als Spieler des Spiels ausgezeichnet wurde. Sein First-Class-Debüt folgte im Oktober 2013 in der Ranji Trophy 2013/14 gegen Vidarbha. Im Sommer 2014 spielte er für die indische A-Nationalmannschaft und stand kurz davor den Sprung ins erste Team zu schaffen, doch verletzte er sich kurz darauf am Knie und musste mehrere Monate aussetzen. Nach weiteren guten Leistungen im nationalen Cricket gab er dann sein Debüt in der Nationalmannschaft im Januar 2016 bei der Tour in Australien. Dort absolvierte er sein erstes ODI und erzielte bei seinem Twenty20-Debüt 3 Wickets für 23 Runs. Beim Asia Cup 2016 erreichte er gegen Sri Lanka 2 Wickets für 27 Runs. Er wurde daraufhin in den Kader beim ICC World Twenty20 2016 berufen, konnte dabei jedoch nicht herausragen. Im Sommer erzielte er in der ODI-Serie in Simbabwe zwei Mal vier Wickets (4/28 und 4/22), bevor er in den Twenty20s noch ein Mal drei Wickets erreichte. Gegen Neuseeland gelangen ihm im Oktober drei Wickets (3/35) in den ODIs, ebenso in der Twenty20-Serie gegen England (3/14) im folgenden März. Im Sommer gelangen ihm dann bei der ICC Champions Trophy 2017 gegen Südafrika (2/28) und Bangladesch (2/39) jeweils zwei Wickets. Bei ersterem wurde er auch zum Spieler des Spiels gewählt und erreichte mit dem Team das Finale, wo man gegen Pakistan unterlag. Im August erreichte er in der ODI-Serie in Sri Lanka zunächst vier Wickets (4/43) und dann 5 Wickets für 27 Runs, wofür er als Spieler des Spiels ausgezeichnet wurde. In der Saison 2017/18 konnte er gegen Neuseeland drei Wickets in den ODIs erreichen. Daraufhin folgte bei der Tour in Südafrika im Januar 2018 sein Test-Debüt bei dem ihm drei Wickets (3/29) gelangen. Auch im zweiten Spiel der Serie gelangen ihm drei Wickets (3/70), bevor er im dritten Test 5 Wickets für 54 Runs erreichte. Im Februar stieg er dann zusammen mit dem afghanischen Spieler Rashid Khan an die Spitze der ODI-Bowling-Weltrangliste des Weltverbandes auf.
Im Sommer zog er sich eine Daumenfraktur zu und musste zunächst aussetzen. Daraufhin folgte in der Test-Serie in England ein weiteres Mal fünf Wickets (5/85) im dritten Test, bevor er in den beiden verbliebenen Spielen jeweils drei Wickets (3/46 und 3/83) erzielte. Beim Asia Cup 2018 folgten gegen Bangladesch drei weitere Wickets (3/37). Dem schloss sich eine ODI-Serie gegen die West Indies an, wo ihm vier Wickets (4/35) gelangen. Bei der Test-Serie in Australien im Dezember 2018 konnte er dann im ersten Test insgesamt sechs Wickets (3/47 & 3/68) und im zweiten Spiel drei Wickets (3/29) erreichen. Im dritten Spiel der Serie folgten dann insgesamt neun Wickets (6/33 & 3/82), wofür er als Spieler des Spiels ausgezeichnet wurde. Bei der Tour gegen Australien, die im Februar folgte, erzielte er in der Twenty20-Serie (3/16) und ODI-Serie (3/63) jeweils drei Wickets. Im Sommer erreichte er in der Vorrunde des Cricket World Cup 2019 ebenfalls gegen Australien drei Wickets (3/61). Im weiteren Verlauf des Turniers konnte er dann gegen Bangladesch vier (4/55) und gegen Sri Lanka drei Wickets (3/37) erreichen. Zum Ende des Sommers folgten in den West Indies in den Tests ein Mal fünf (5/7) und ein Mal sechs Wickets (6/27). Beim letzteren gelang ihm auch ein Hattrick. Kurz darauf erlitt er eine Stressfraktur im Rücken und musste bis zum Jahresende aussetzen.

### Feste Größe im Nationalteam
Im Februar 2020 erreichte er in Neuseeland in Test- (3/62) und Twenty20-Serie (3/12) jeweils drei Wickets. Für letzteres wurde er als Spieler des Spiels ausgezeichnet. Nach der Pause auf Grund der COVID-19-Pandemie erreichte er im Dezember in den Tests in Australien 4 Wickets für 56 Runs und im Februar gelangen ihm gegen England drei Wickets (3/84). Im Sommer 2021 folgte der Gegenbesuch in England, wo er im ersten Test insgesamt neun Wickets (4/46 & 5/64) erzielte, und im zweiten Test drei weitere (3/33). Beim ICC Men’s T20 World Cup 2021 konnte er gegen Neuseeland (2/19), Schottland (2/10) und Namibia (2/19) jeweils zwei Wickets erreichen. Im Dezember reiste er mit dem Team nach Südafrika, wo ihm im ersten Test drei Wickets (3/50) und im dritten Test ein Five-for (5/42) gelang. Zum Ende der Saison folgten gegen Sri Lanka insgesamt acht Wickets (5/24 & 3/23) im zweiten Test. Im Sommer 2022 folgte eine Tour in England, wo er drei Wickets (3/68) im Test und sechs Wickets (6/19) im ersten ODI erreichte. Für letzteres wurde er als Spieler des Spiels ausgezeichnet. In der Folge wurde er zunächst geschont, erlitt jedoch eine Rückenverletzung und musste daraufhin aussetzen. So verpasste er den Asia Cup 2022 und den ICC Men’s T20 World Cup 2022. Im März 2023 musste er dann am Rücken operiert werden.
Im September 2023 kam er beim Asia Cup 2023 wieder zurück in die Nationalmannschaft und konnte da gegen Sri Lanka zwei Wickets (2/30) erreichen. Dem folgte eine ODI-Serie gegen Australien, wo er drei Wickets im zweiten Spiel erzielte. Beim Cricket World Cup 2023 gelangen ihm gegen Afghanistan vier Wickets (4/39) und gegen England (3/32). So erreichte das Team das Finale, wo man gegen Australien unterlag. Im Dezember 2023 spielte er dann auch wieder in der Test-Serie in Südafrika, wo ihm vier Wickets (4/69) im ersten und sechs Wickets (6/61) im zweiten Test, wofür er neben Dean Elgar als Spieler der Serie ausgezeichnet wurde. Daraufhin kam England nach Indien, wo ihm vier Wickets (4/41) im ersten und insgesamt neun Wickets (6/45 & 3/46) im zweiten Test gelangen und er als Spieler des Spiels ausgezeichnet wurde. Daraufhin erreichte er die Spitze der Test-Bowling-Weltrangliste.